# Gold za všechny peníze
Gold za všechny peníze (v originále Good as Gold) je román amerického spisovatele Josepha Hellera z roku 1979.

## Obsah díla
Bruce Gold je vysokoškolský profesor židovského původu, který se svou rodinou žije na Manhattanu. Přítelem z mládí je mu nabídnuta kariéra v Bílém domě. Gold typicky rozčarovaný ze své práce, svých přátel a v největší míře ze své rozsáhlé rodiny, je ochoten pro získání postu, který by mu přinesl moc, peníze a vliv, udělat téměř vše. Je ochotný se nejen rozejít se svou ženou, odejít od rodiny a z prostředí, kde strávil svůj dosavadní život, ale především je ochoten odhodit svou hrdost, ponižovat se a nechat se urážet, jen aby kýžené místo získal.
Pouze tragická událost v rodině ho přinutí se vzpamatovat a přehodnotit své postavení a priority. Podstatnou rovinu v knize zabírají rodinné vztahy v rozsáhlé rodině Goldů, kde je nejvýraznější postavou tyranský otec. Jinou rovinu tvoří politický podtext (např. i Goldovo vymezování se vůči Henrymu Kissingerovi, o kterém se chystá napsat knihu), v němž se odráží autorovo přesvědčení, že nejvyšší americké úřady jsou vedené blázny nebo nekompetentními hlupáky (resp. obojí současně).
Kniha je považovaná čtenáři i kritiky za návrat k literárnímu gagu a hře se slovy, jak je známa z Hlavy 22 (Catch-22), nejslavnějšího Hellerova románu. Je trochu podobný mnohem vyhrocenějšímu románu Něco se stalo (Something Happened).